# Ou (biologia)

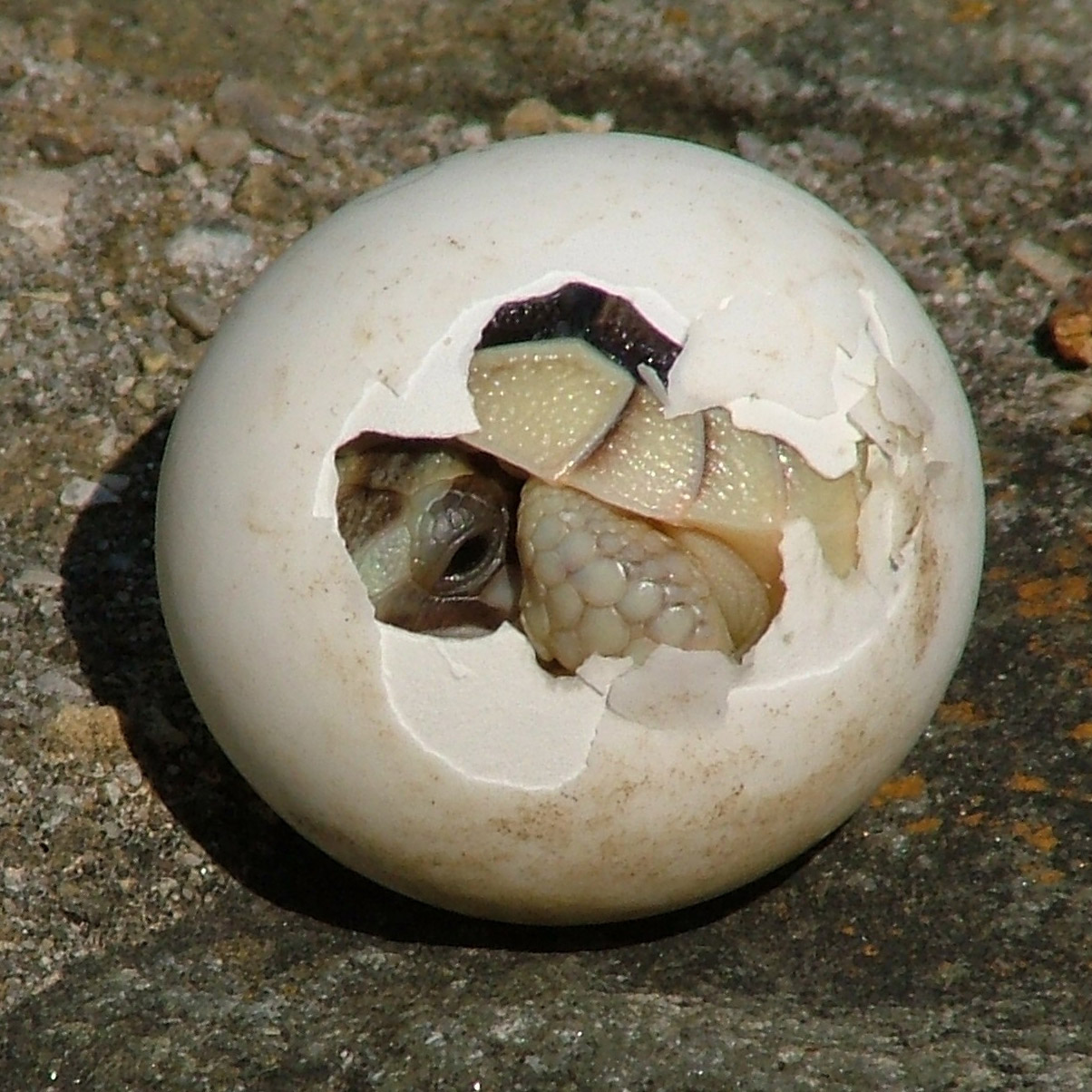
Una tortuga sortint de l'ou.

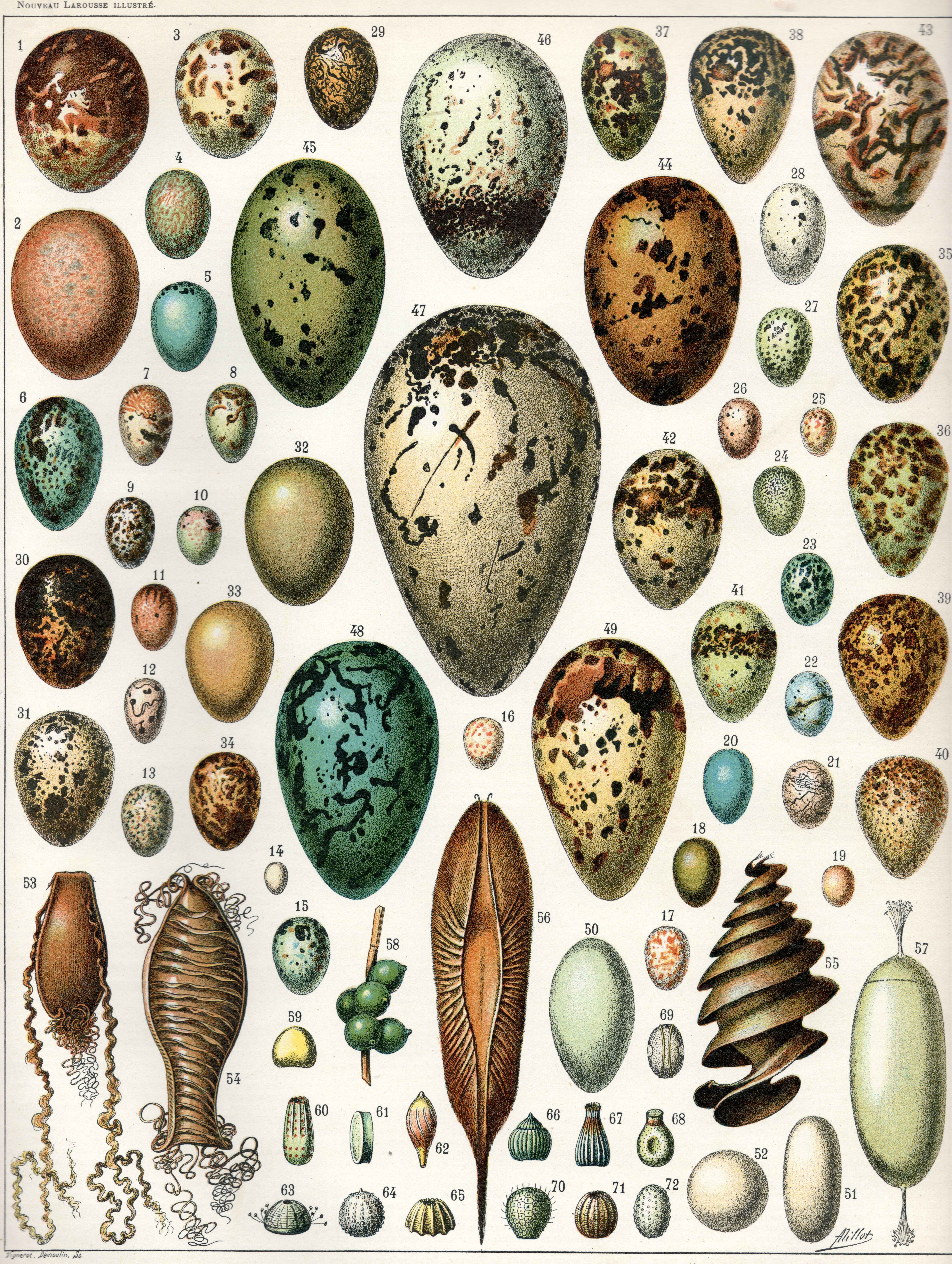
Ous de diversos ocells, rèptils, peixos, cefalòpodes i papallones.

Un ou és un cos arrodonit de mida i duresa variables, que les femelles de diversos grups d'animals produeixen, i que sustenta i protegeix l'embrió quan l'òvul és fecundat, convertint-se així en un zigot. Ponen ous els vertebrats ovípars, amb poc o cap desenvolupament dins de la mare, així com molts invertebrats. Aquesta és la forma de reproducció de molts peixos, amfibis i rèptils, totes les aus, els mamífers monotremes i la majoria dels insectes i aràcnids. Quan l'ou es desenvolupa dins de la mare es parla d'ovoviviparisme.
Els ous dels rèptils, aus i monotremes estan envoltats per una closca protector que pot ser flexible o no. L'ou de l'estruç, de fins a 1,5 kg, és el major ou actual que es coneix, encara que el ja extint Aepyornis i alguns dinosaures ponien ous grans. El colibrí nan abella (Mellisuga helenae) produeix l'ou d'au conegut més petit: pesa mig gram. Els ous d'alguns rèptils i de la majoria dels peixos són menors, i els dels insectes i altres invertebrats tenen encara menys grandària, però no estan calcificats.
L'ou que ha estat covat però és estèril, que no ha produït pollet o és dolent, és dit ou covat, ou cloc, ou xarbot o aiguapoll.
La part de la zoologia dedicada a l'estudi dels ous dels animals, sobretot dels vertebrats i, especialment, dels ocells, es coneix com oologia.

## Ou amniòtic
| 1. Closca 2. Membrana externa 3. Membrana interna 4. Calaza 5. Albúmina fluida 6. Albúmina densa | 7. Membrana vitel·lina 8. Nucli 9. Disc germinal (blastoderma) 10. Rovell groc 11. Rovell blanc 12. Albúmina fluida 13. Calaza 14. Cambra d'aire 15. Cutícula |

Anatomia d'un ou amniòtic
1. Closca
2. Membrana externa
3. Membrana interna
4. Calaza
5. Albúmina fluida
6. Albúmina densa
7. Membrana vitel·lina
8. Nucli
9. Disc germinal (blastoderma)
10. Rovell groc
11. Rovell blanc
12. Albúmina fluida
13. Calaza
14. Cambra d'aire
15. Cutícula

Ocells, rèptils i mamífers utilitzen l'ou amniòtic pel desenvolupament dels seus embrions. Els dos primers grups presenten un ou protegit per un revestiment extern rígid (la closca). La closca garanteix la protecció de l'embrió i redueix l'efecte dels agents atmosfèrics sobre aquest, tot permetent la nidificació en zones relativament exposades. D'altra banda actua com a filtre contra agents patògens. Pel que fa als ocells, la seva mida varia notablement segons l'espècie.

## Parts de l'ou
- La closca o clasca, clova, clovella, clofolla, clofoll, esclofolla, corfa.
- El rovell d'ou o vermell d'ou.
- La clara d'ou o blanc d'ou o blanc de l'ou. El pic del gall és una moteta sanguinosa en el blanc de l'ou d'una gallina.

## Classificació
Els ous es poden classificar segons la quantitat o segons la distribució de vitel:
| Segons la quantitat de vitel              | Segons la distribució de vitel   |
| ----------------------------------------- | -------------------------------- |
| Oligolècits (poc vitel)                   | Isolècits (distribució uniforme) |
| Mesolecítics (mitjana quantitat de vitel) | Telolècits (en un extrem)        |
| Polilècits (molt vitel)                   | Centrolècits (al centre)         |

L'ou de gallina, per exemple, és polilècit i telolècit, perquè té molt vitel i aquest està concentrat cap a un extrem de l'ou.

### Segons la quantitat de vitel
Es poden classificar en::
- Oligolècits. Els que tenen poc vitel, repartit de manera desigual al llarg del citoplasma. Per exemple, els dels equinoderms (eriçons i estrelles de mar), mamífers i cefalocordats (cordats molt primitius).
- Mesolècits o heterolècits. Els que tenen una quantitat mitjana de vitel, repartit en un extrem de l'ou. Per exemple, els dels amfibis.[6]
- Polilècits. Els que tenen abundant vitel, amb el nucli situat al centre del vitel. Per exemple, els de les aus, rèptils i taurons.

### Segons la distribució de vitel
Es poden classificar en:
- Isolècits. Són els ous on el vitel està distribuït de manera uniforme, com els dels amfibis.
- Telolècits. El vitel està concentrat en un pol, com els de les aus.
- Centrolècits. Molt rics en vitel. El vitel es localitza a la perifèria de l'ou i el nucli i el citoplasma queden al centre. Durant la segmentació hi ha una migració del vitel al centre de l'ou, com els dels rèptils.

### Segons la seva forma de reproducció

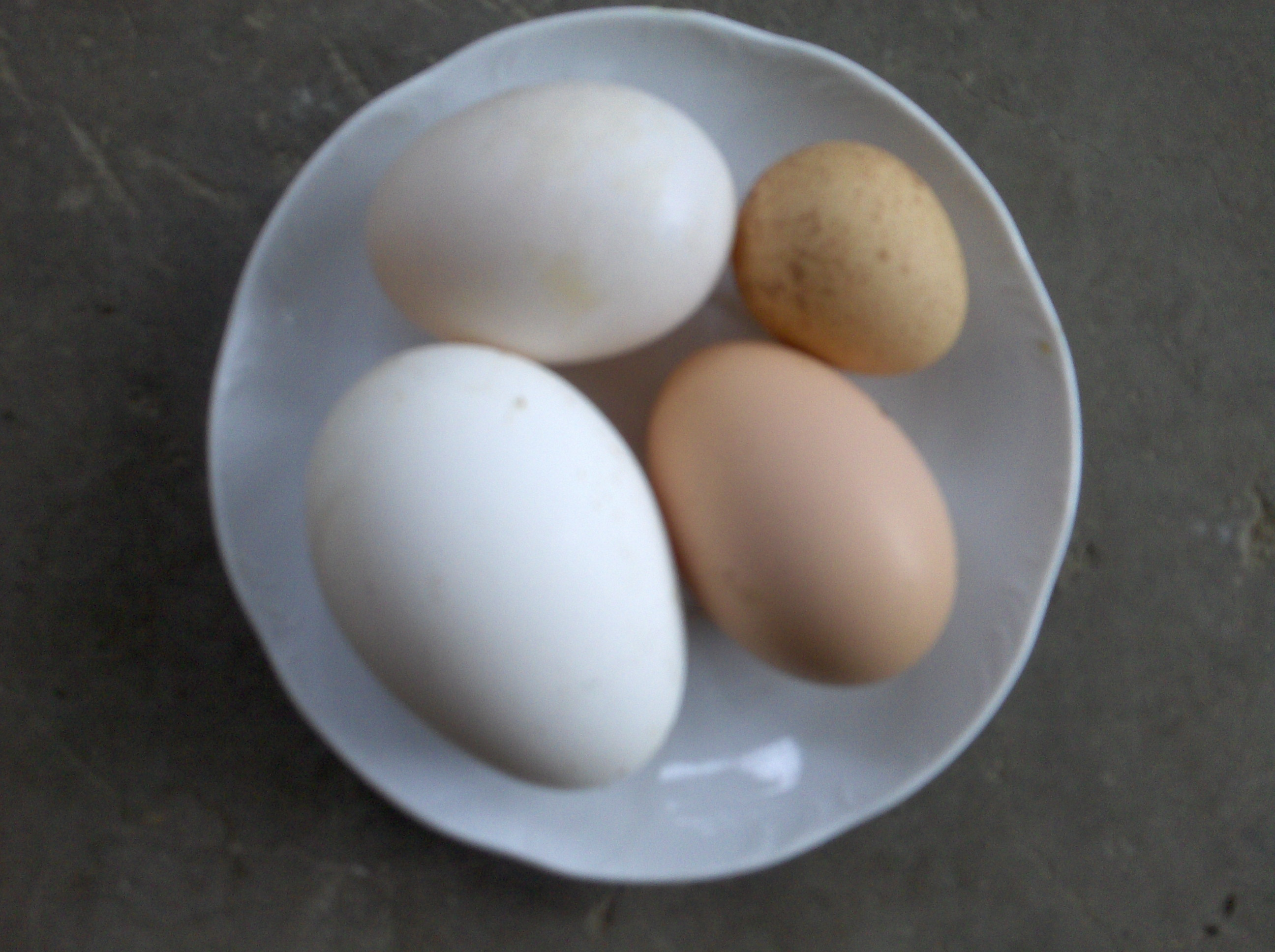
Ous d'ànec, oca, pintada comuna i gallina

Els animals es classifiquen habitualment per la seva forma de reproducció, distingint al nivell més general la posta d’ous (ovípar) del portador viu (vivípar).
Aquestes classificacions es divideixen en més detall segons el desenvolupament que es produeix abans que les cries siguin expulsades del cos de l’adult. Tradicionalment:
- L'ovuliparitat significa que la femella genera ous no fecundats (òvuls), que després s’han de fertilitzar externament. L’ovuliparitat és típica de peixos ossis, anurs, equinoderms, bivalves i cnidaris. La majoria dels organismes aquàtics són ovulípars. El terme deriva del diminutiu que significa "ou petit".

- L'oviparitat és quan es produeix la fecundació interna i, per tant, els ous posts per la femella són zigots (o embrions de recent desenvolupament), sovint amb teixits externs importants afegits (per exemple, en un ou de gallina, cap part fora del rovell no s’origina amb el zigot). L’oviparitat és típica d’ocells, rèptils, alguns peixos cartilaginosos i la majoria d'artròpodes. Els organismes terrestres solen ser ovípars, amb carcasses d’ous que resisteixen l'evaporació de la humitat.

- L'oviviviparitat és quan es conserva el zigot al cos de l’adult, però no hi ha interaccions tròfiques (alimentadores). És a dir, l'embrió encara obté tots els seus nutrients de l’interior de l’ou. La majoria de peixos, amfibis o rèptils vivípars són en realitat ovovivípars. Alguns exemples inclouen el rèptil vidrol, el cavall de mar (on es mantenen els zigots al "marsupi" ventral del mascle) i les granotes de Darwin (on els ous es desenvolupen al sac vocal) i Rheobatrachus (on els ous es desenvolupen a l'estómac) .

- La viviparitat històtrofa significa que els embrions es desenvolupen als oviductes de la femella però obtenen nutrients consumint altres òvuls, zigots o embrions germans (oofàgia o adelfofàgia). Aquest canibalisme intrauterí es produeix en alguns taurons i en la salamandra negra Salamandra atra. Els marsupials excreten una "llet uterina" que complementa l'alimentació del sac vitel·lí.[8]

- La viviparitat hemotròfica és quan es proporcionen nutrients de la sang de la femella a través d’un òrgan designat. Això es produeix amb més freqüència a través d’una placenta, que es troba en la majoria dels mamífers. Es troben estructures similars en alguns taurons i en el llangardaix Pseudomoia pagenstecheri.[9][10] En algunes granotes hílides, l'embrió és alimentat per la mare mitjançant brànquies especialitzades.[11]

El terme hemotròfic deriva del llatí (significa "alimentació de sang"), contrastat amb històtrof ("alimentació de teixits").

## Depredació
Molts animals s'alimenten d'ous. Depredadors principals dels ous de la garsa de mar negra nord-americana, per exemple, inclouen els ossos rentadors, les mofetes, el visó, les llúdries (de riu i marines), diverses espècies de gavina, el corb, les guineus i el llop. L'ermini (Mustela erminea) i la mostela cuallarga (Neogale frenata) els roben els ous als ànecs. Les serps devoradores d'ous (gèneres Dasypeltis i Elachistodon) són especialistes en menjar ous.

## Cultura: l'ou com a símbol

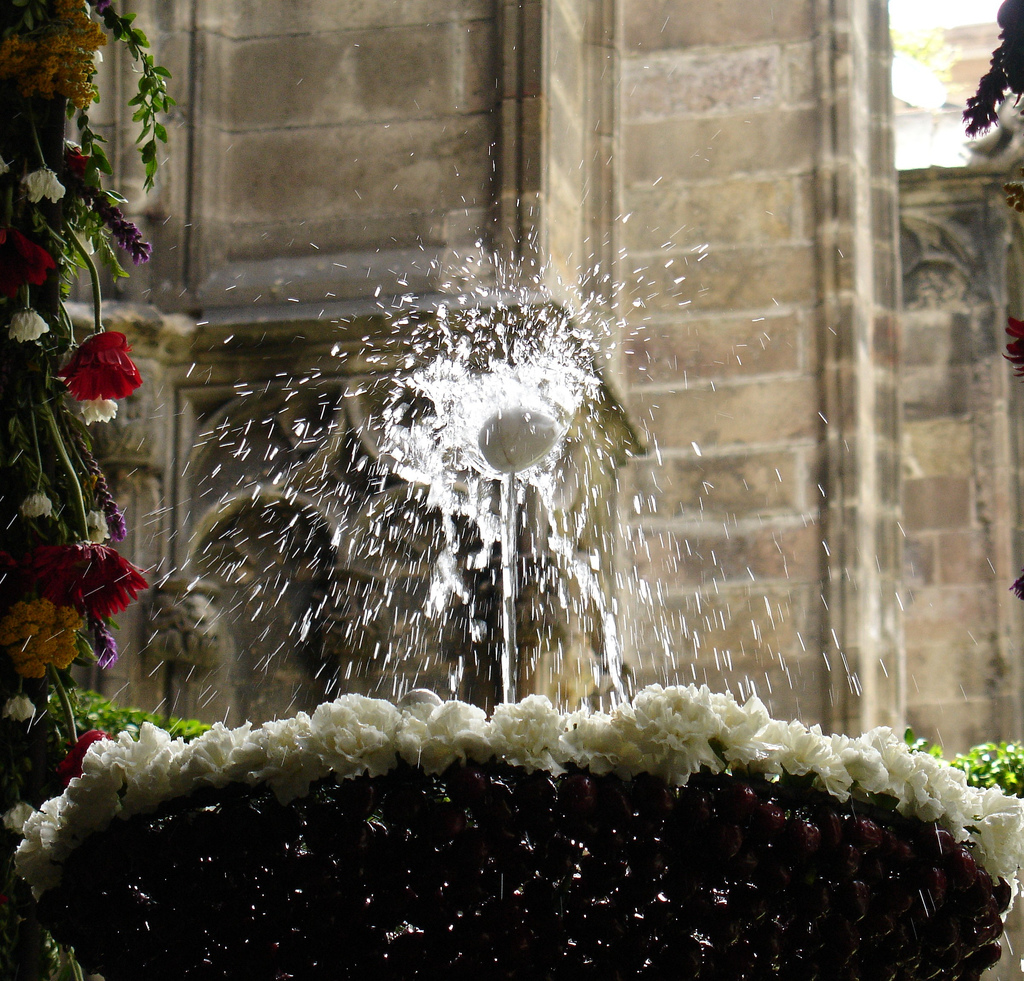
L'ou com balla a la catedral de Barcelona

En les religions antigues d'Egipte, Grècia i del cristianisme es considerà símbol de purificació, cosmogonia, resurrecció i fertilitat. Per exemple el déu solar egipci emergeix d'un ou preparat per huit divinitats primordials.
Els ous són un símbol important en el folklore i la mitologia, sovint representen la vida i el renaixement, la curació i la protecció, i de vegades apareixen en els mites de la creació. La decoració dels ous és una pràctica habitual en moltes cultures de tot el món. Els cristians consideren els ous de Pasqua com a símbol de la resurrecció de Jesucrist. Una tradició popular de Pasqua en algunes parts del món és la decoració d’ous durs (generalment per tenyir-los, però sovint pintant-los a mà o pintant amb esprai). Els adults solen amagar els ous que els nens poden trobar, una activitat coneguda com a caça d’ous de Pasqua.
Una tradició similar de la pintura d’ous existeix en zones del món influïdes per la cultura de Pèrsia. Abans de l'equinocci de primavera de la tradició de l’Any Nou persa (anomenat Norouz), cada membre de la família decora un ou dur i els ajunta en un bol.
La tradició de l’ou com balla se celebra durant la festa del Corpus Christi a Barcelona i altres ciutats catalanes des del . Consisteix en un ou buit, situat sobre el raig d'aigua d'una font, que comença a girar sense caure.